# 上尾市立原市小学校
上尾市立原市小学校（あげおしりつ はらいちしょうがっこう）は、埼玉県上尾市大字原市にある公立小学校。

## 沿革

1956年頃の原市小学校とその周辺の航空写真

- 1873年（明治6年）6月18日 - 相頓寺本堂に原市学校を開校[1]
- 1875年
  - 3月 - 妙厳寺本堂に移転
  - 3月14日 - 原市中等小学校と改称
- 1928年（昭和3年） - 現在地に校舎新築　翌年2月9日より新校舎に移転
- 1938年 - 増築4教室落成
- 1941年 - 原市国民学校と改称
- 1947年 - 原市小学校と改称
- 1956年 - 水道施設完成
- 1958年6月18日 - 開校記念日と設定
- 1963年7月15日 - 新給食室落成（同年9月1日給食開始）
- 1971年8月20日 - 北棟3階建校舎19教室完成
- 1972年
  - 5月18日 - 南棟3階建校舎20教室完成
  - 6月30日 - 西側田園を買収し、新運動場完成
  - 7月25日 - 新設鉄筋プール完成
- 1973年11月3日 - 開校100周年を迎え、100年祭と称した祝賀行事が開催され、校庭に原市の各地区内に保存されている5基の山車が展示され、お囃子が演奏される。また、その年度末となる翌年の3月25日に日時計製作、花壇整備、植樹といった記念事業が行われる[2]。
- 1977年3月3日 - 校舎、管理棟、体育館、給食室が落成され、記念式典が開催される。
- 1981年8月31日 新幹線工事に伴い、運動場が改修される。
- 1993年5月11日 - 開校120周年を迎え、記念式典が開催される。
- 1998年（平成10年）
  - 1月23日 - 県教委より学校給食優良学校として表彰
  - 10月10日 - コンピュータ教室開設
- 2005年8月 - 職員室改造　会議室（小．中）完成
- 2009年（平成21年）
  - 1月21日 - 埼玉県「教育に関する3つの達成目標」の検証実施
  - 7月24日 - 防犯ビデオカメラの適所移設工事
- 2013年（平成25年）11月2日 - 開校140周年の記念式典が開催され、ハライチによるトークショーが披露される[3]。
- 2017年（平成29年）11月27日 - 上尾市ゆかりの演奏家によるアウトリーチコンサートが開催される[4]。
- 2021年、上尾市は人口変動予測や施設更新費用の試算に基づく小中学校再編案として原市小・中を2030年までに新たな小中一貫校を開設する事を明らかにした[5]。
- 2023年10月23日、上尾市立原市小学校の創立150周年記念式典が同校体育館で行われ、卒業生でお笑い芸人として活躍しているハライチのお祝いメッセージも発表された[6]。

## 校内行事
- 入学式（4月）[7]
- 四校親善球技大会（5月） - 第6学年のみ対象。原市南小学校で開催される原市地区4校（原市小・原市南小・瓦葺小・尾山台小）による球技大会。
- 上尾市小学生ドッジボール大会（7月） - 当校の代表が参加。上尾市民体育館で開催。
- 林間学校（7月） - 第5学年のみ対象。
- 運動会（9月）
- 上尾市陸上競技大会（10月） - 当校の代表が参加。上尾運動公園陸上競技場で開催される上尾市主催の連合運動会。
- 修学旅行（11月） - 第6学年のみ対象。
- 社会科見学 - 時期は学年により異なる。
- 校内音楽会（11月）
- ふれあいバザー（11月） - 高学年児童が運営に関わるバザー。
- わくわくなかよしタイム（12月） - チーム別異学年交流会。
- 幼保小交流会（1月） - 第1学年のみ対象。学校近隣の幼稚園および保育園の園児たちとの交流会。
- バイキング給食（2月） - 第6学年のみ対象の会食。
- 卒業式・修了式（3月）

## 交通
- 埼玉新都市交通伊奈線（ニューシャトル）原市駅
- 埼玉新都市交通伊奈線（ニューシャトル）沼南駅

## 出身者
- ハライチ[3]（お笑いコンビ）

## その他
- お笑いコンビ・オードリーの春日俊彰が本校を訪れ、生徒と視力を回復させるアイアイ体操を行った。 
  - ※2015年9月20日「駆け込みドクター!運命を変える健康診断」で放送[8]。